# Fondazione Unione Sportiva Petrarca
La Fondazione Unione Sportiva Petrarca è una società polisportiva italiana fondata nel 1912 a Padova, nota in passato come Gruppo Sportivo Petrarca e Unione Sportiva Petrarca.

## Storia
Fu fondata il 14 giugno 1912 dai gesuiti del Collegio Antonianum con il nome di G.S.P. (Gruppo Sportivo Petrarca) e affiliata alla Federazione Ginnastica d'Italia.
La centrale e prestigiosa posizione degli impianti sportivi storici della società era a ridosso del noto Prato della Valle.
La denominazione attuale dell'Unione Sportiva è del 2002, quando l'associazione cambiò ragione sociale in Fondazione e si occupò del coordinamento tra le varie società del gruppo; secondo il codice etico della Fondazione, l'U.S. Petrarca ha come compito quello di accrescere il progresso civile della società tramite l'accostamento dei giovani a forme di sport praticate secondo principi di correttezza e responsabilità.

Panoramica del centro sportivo Tre Pini

Gli impianti sportivi dell'Antonianum ospitarono le squadre del rugby, della pallavolo e della pallacanestro Petrarca nelle rispettive massime divisioni nazionali.
Nel 1981 il nuovo Stadio Plebiscito rimpiazzò lo storico Tre Pini per le partite di rugby e fu inaugurato il Palasport di San Lazzaro ― odierno PalaFabris ― dove in tempi diversi si trasferirono le squadre seniores della pallavolo e della pallacanestro che in precedenza utilizzavano il Palasport Tre Pini dell'Antonianum.
Di grande rilievo in quel periodo fu la costruzione del Centro Sportivo della Guizza, inaugurato nel 1989 nella periferia cittadina, una struttura voluta dalla sezione rugby del Petrarca che occupa una superficie di 100 000 m² e ospita un gran numero di campi sportivi, tra cui quattro, illuminati, per il rugby.
Nel maggio 2002 il Collegio Antonianum vendette gran parte dei suoi terreni all'Orto botanico.
Fino al 2008 il palazzetto rimase in stato d'abbandono; iniziati i lavori di ampliamento dell'Orto, esso, insieme allo stadio Tre Pini, fu abbattuto per fare spazio ai lavori di espansione; quella parte di terreno non utilizzata dall'Orto Botanico e rimasta di proprietà dei Gesuiti fu destinata alla costruzione di un istituto scolastico religioso.
Le società che fanno ancora parte dell'Unione Sportiva Petrarca utilizzano attualmente tutti impianti diversi da quelli originali dell'Antonianum.

## Discipline
Benché a livello nazionale e internazionale l'U.S. Petrarca sia nota principalmente per il rugby, varie sono le discipline che afferiscono alla polisportiva:

### Ciclismo/Mountain biking
Nel dicembre 2013 alcuni ex giocatori del Petrarca Rugby decidono di fondare una associazione dedita al ciclismo. Il 17 gennaio 2014 nasce l'Associazione Petrarca Bike dedita oltre che al ciclismo, anche al mountain biking.

## Discipline non più praticate

### Pallavolo
Fondata nel 1971, la sezione di pallavolo vinse una Coppa Cev nel 1994 e vanta due quarti posti nel massimo campionato. Nel 1999 il club uscì dall'Unione Sportiva Petrarca e si chiamò Sempre Volley. Nel 2009 cambiò nuovamente ragione sociale e assunse il nome odierno di Pallavolo Padova.

### Nuoto
Il Petrarca Nuoto praticava l'attività sportiva nelle piscine dell'Antonianum, oggi demolite. Non ebbe mai una sezione agonistica, limitandosi solo ai corsi di nuoto e al tempo libero.

### Altre discipline
Le discipline praticate in passato e attualmente non più gestite dalla polisportiva sono state sci, tennis, hockey su pista, ginnastica e canottaggio.

## Il complesso Tre Pini
Il complesso "Tre Pini" comprendeva uno stadio, un palazzetto dello sport,  un campo di allenamento, un campo da pallacanestro all'aperto, piscine, un campo da tennis e una palestra per la scherma.